# Yuliya Chermoshanskaya
Yuliya Igorevna Chermoshanskaya (em russo:  Юлия Игоревна Чермошанская; Briansk, 6 de janeiro de 1986) é uma velocista russa.
Ainda como atleta júnior, aos 19 anos ela ganhou a medalha de ouro da Universíade 2005 realizada em Izmir, na Turquia, integrando o revezamento 4x100 m russo. Três anos depois, integrou o revezamento que venceu a prova em Pequim 2008 e conquistou a medalha de ouro olímpica junto com as compatriotas Aleksandra Fedoriva, Yulia Gushchina e Yevgenia Polyakova.
Sua mãe, Galina Malchugina, também foi uma atleta de alto nível internacional, medalhada em provas de revezamento 4x100 m em Seul 1988 e Barcelona 1992, e campeã europeia e mundial na mesma modalidade.

## Doping
Em 24 de maio de 2016, Chermoshanskaya foi incluída pelo Comitê Olímpico Internacional numa lista anunciada de 14 atletas russos, entre um total de 31 de diversas nacionalidades, que testaram positivo após exames refeitos por novos métodos de investigação em amostras coletadas e guardadas de Pequim 2008. Em 16 de agosto do mesmo ano ela e toda a equipe russa foram desclassificadas devido a comprovação do uso das substâncias proibidas estanozolol e turinabol por parte de Chermoshanskaya.